# Zpět do Jeruzaléma
Zpět do Jeruzaléma (čínsky znaky 传回耶路撒冷运动) je křesťanské evangelizační hnutí čínských křesťanů. Jeho podstatou je vysílání čínských misionářů k buddhistům, hinduistům a muslimům v zemích „mezi Čínou a Jeruzalémem“. Konkrétnější podobou programu je poslání 100 000 misionářů do států ležících na Hedvábné stezce.

## Dějiny
Kořeny hnutí sahají až do dvacátých let dvacátého století a hnutí navazuje na starší misijní skupiny, například Vnitročínskou misii Jamese Hudsona Taylora nebo na „Ježíšovu rodinu“, nicméně skutečná činnost se rozvinula až ve čtyřicátých letech 20. století, kdy se také začíná používat jméno „Zpět do Jeruzaléma“. Účinná komunistická perzekuce ovšem misijní snahy úspěšně potlačila a hnutí se znovu objevuje až od osmdesátých let dvacátého století, kdy je také z vězení po čtyřiceti letech propuštěn Simon Čao, jeden z pamětníků pokusů o misii v čtyřicátých letech.
V západních světě je největším propagátorem hnutí Liou Čen-jing žijící od roku 1997 v exilu v Německu.